# Gerda Krūmiņa
Gerda Krūmiņa (* 26. November 1984 in Cēsis) ist eine lettische Biathletin.
Gerda Krūmiņa ist Sportsoldatin und lebt in Riga. Sie ist seit 2003 Biathletin und gehört seit 2005 zum Nationalkader. Bei der Junioren-Weltmeisterschaft 2005 in Kontiolahti konnte sie ebenso wenig wie bei den Biathlon-Weltmeisterschaften 2005 in Hochfilzen und den Europameisterschaften 2006 in Langdorf und 2007 in Bansko nennenswerte Ergebnisse erzielen. Bei den Biathlon-Weltmeisterschaften 2007 in Antholz war ein 38. Platz im Einzel bestes Ergebnis, bei den Olympischen Spielen 2006 von Turin wurde Krūmiņa 70. im Einzel, 74. im Sprint und 18. mit der Staffel.
Seit der ersten Station der Saison 2005/06 des Biathlon-Weltcups in Östersund startet die Lettin in diesem Wettbewerb. Es dauerte jedoch bis zum Dezember 2007, dass sie in Pokljuka als 22. in einem Sprintrennen erstmals in die Punkteränge kam.

## Biathlon-Weltcup-Platzierungen
Die Tabelle zeigt alle Platzierungen (je nach Austragungsjahr einschließlich Olympische Spiele und Weltmeisterschaften).
- 1.–3. Platz: Anzahl der Podiumsplatzierungen
- Top 10: Anzahl der Platzierungen unter den ersten zehn (einschließlich Podium)
- Punkteränge: Anzahl der Platzierungen innerhalb der Punkteränge (einschließlich Podium und Top 10)
- Starts: Anzahl gelaufener Rennen in der jeweiligen Disziplin

| Platzierung                           | Einzel | Sprint | Verfolgung | Massenstart | Staffel | Gesamt |
| ------------------------------------- | ------ | ------ | ---------- | ----------- | ------- | ------ |
| 1. Platz                              |        |        |            |             |         |        |
| 2. Platz                              |        |        |            |             |         |        |
| 3. Platz                              |        |        |            |             |         |        |
| Top 10                                |        |        |            |             | 1       | 1      |
| Punkteränge                           |        | 1      |            |             | 13      | 14     |
| Starts                                | 14     | 38     | 2          |             | 14      | 68     |
| Stand: nach Ende der Saison 2008/2009 |        |        |            |             |         |        |